# Ixalotriton niger
La salamandra saltarina (Ixalotriton niger)) es una especie de anfibio caudado de la familia Plethodontidae. Es endémica del noroeste de Chiapas, México.

## Descripción
Es de talla moderadamente grande y cuerpo esbelto y delgado, la cola es más larga que la longitud del cuerpo. Extremidades largas. El cuerpo es negro durante el día, y en la noche es de color amarillo. Es una especie con desarrollo directo.

## Distribución y hábitat
Es endémica de Chiapas (México). Solo se conoce de dos lugares en Chiapas, en la región del “Pozo” y en Tierra y Libertad, ambas pertenecientes a Berriozabal, y en Cerro Baúl.
Esta salamandra terrestre vive entre los 1068 y los 2000 metros de altitud en bosque mesófilo de montaña y en cavernas de rocas calizas.

## Estado de conservación
La principal amenaza a su conservación es la deforestación y degradación de su hábitat natural. Estas son causadas por la tala maderera, la agricultura y la construcción. Se considera como Sujeta a Protección Especial (Norma Oficial Mexicana 059) y en peligro en la lista roja de la UICN.